# Batalha de Melitopol
A Batalha de Melitopol foi um confronto militar entre as forças armadas ucranianas e russas perto de Melitopol , no sul da Ucrânia , como parte da invasão russa da Ucrânia em 2022 . A mesma batalha foi parte da ofensiva de Kherson .

## Batalha
Às 10h30 (UTC+02:00) de 25 de fevereiro de 2022, as forças russas entraram em Melitopol. De acordo com o governador do Oblast de Zaporíjia, Oleksandr Starukh, bombas atingiram prédios de apartamentos e intensos combates de rua ocorreram. Por volta das 10h às 11h, ocorreu um ataque blindado que resultou em um incêndio e deixou rastros de veículos e carros queimados. Durante a batalha, as forças russas dispararam contra um hospital da cidade, matando 4 pessoas e ferindo 10.
A liderança de Melitopol decidiu se render um tempo depois, com as forças russas ocupando totalmente Melitopol. Mais tarde, as forças ucranianas lançaram um ataque à cidade. A Rússia alegou, em 26 de fevereiro, que havia tomado a cidade, mas o Ministro das Forças Armadas britânicas, James Heappey, disse que ela ainda parecia estar sob controle ucraniano.
As forças russas conseguiram hastear suas bandeiras em alguns prédios administrativos depois de capturá-los, mas foram relatados tiroteios contra forças de defesa locais durante os quais um civil ficou ferido ao fim do dia 26 de fevereiro. O governador de Zaporíjia afirmou que os confrontos ainda continuavam na cidade, porém a agência de notícias Interfax informou que as tropas russas tomaram o controle da cidade de Melitopol.
Em 1 de março, com a localidade sob total controle das forças russas, vários civis organizaram uma manifestação contrária a ocupação. Os manifestantes caminharam e usaram seus corpos para bloquear a passagem de um comboio de veículos militares. Protestos continuaram a ocorrer no dia seguinte.